# 伊日·帕尔马
伊日·帕尔马（捷克語：Jiří Parma，1963年1月9日—），捷克男子跳台滑雪运动员。他曾代表捷克斯洛伐克、捷克参加1984年、1988年、1992年和1994年冬季奥林匹克运动会跳台滑雪比赛，其中1992年冬季奥运会获得一枚铜牌。